# The Banker's Daughter (film 1927)
The Banker's Daughter è un film del 1927 diretto da Walt Disney. È un cortometraggio animato, il 7º con protagonista Oswald il coniglio fortunato. Fu distribuito dalla Universal Pictures il 28 novembre 1927.

## Trama
Nel corto avviene la prima apparizione di Ortensia, la quale è figlia di un banchiere a cui Oswald si è avvicinato come autista ed è rimasto innamorato della figlia. Ortensia viene rapita da Pete prendendola in ostaggio per rapinare una banca. Il colpo ha successo e Pete scappa in una casetta venendo inseguito da Oswald che alla fine riuscirà a sconfiggerlo e a salvare Ortensia.